# Differential-algebraische Gleichung
In einer Differential-algebraischen Gleichung (auch differentiell-algebraische Gleichung, Algebro-Differentialgleichung oder Deskriptor-System) sind gewöhnliche Differentialgleichungen
und algebraische (d. h. hier: ableitungsfreie) Nebenbedingungen gekoppelt und werden als eine Gleichung bzw. Gleichungssystem aufgefasst. In einigen Fällen ist diese Struktur schon in der Form des Gleichungssystems angelegt, z. B. in
{\displaystyle {\begin{aligned}{\dot {x}}(t)&=f(t,x(t),y(t))\\0&=g(t,x(t),y(t))\end{aligned}}}
Diese Form ergibt sich regelmäßig bei Problemen aus der Mechanik von Körpern unter Zwangsbedingungen, als instruktives Beispiel wird oft das Pendel gewählt.
Die allgemeinste Form einer differentiell-algebraischen Gleichung ist eine implizite
Differentialgleichung in der Form
{\displaystyle F({\dot {x}}(t),x(t),t)=0}, {\displaystyle F\colon \mathbb {R} ^{n}\times \mathbb {R} ^{n}\times \mathbb {R} \to \mathbb {R} ^{m}}
für eine vektorwertige Funktion {\displaystyle x\colon I\to \mathbb {R} ^{n}} mit {\displaystyle I\subset \mathbb {R} }. Eine Gleichung in dieser impliziten Form ist (lokal) nach {\displaystyle {\dot {x}}} auflösbar, wenn die partielle Ableitung
{\displaystyle F_{\dot {x}}} regulär ist. Dies folgt aus dem klassischen Satz über implizite Funktionen.
In diesem speziellen Fall kann man die implizite Gleichung umschreiben in die Form
{\displaystyle {\dot {x}}=g(x,t)}
und hat damit wieder eine explizite gewöhnliche Differentialgleichung.
Eine echte differentiell-algebraische Gleichung liegt dann vor, wenn die partielle Ableitung {\displaystyle F_{\dot {x}}} singulär ist. Dann zerfällt die implizite Differentialgleichung lokal in eine inhärente Differentialgleichung und eine algebraische Nebenbedingung. Dies entspricht praktisch einer Differentialgleichung, die auf einer Mannigfaltigkeit betrachtet wird. Das praktische Problem bei der impliziten Differentialgleichung ist jedoch, dass diese Mannigfaltigkeit zunächst nicht explizit bekannt ist.
Im Gegensatz zu gewöhnlichen Differentialgleichungen, deren Lösung durch Integration bestimmt wird, ergeben sich Teile der Lösung einer differentiell-algebraischen Gleichung durch Differentiation. Dies stellt weitere Anforderungen an die Systemfunktion {\displaystyle F}. Muss diese bei gewöhnlichen Differentialgleichungen nur stetig bzw. stetig differenzierbar sein, um die Lösbarkeit zu garantieren, so werden nun auch höhere Ableitungen für die Lösung benötigt. Die genaue Ordnung der benötigten Ableitungen hängt vom gewählten Lösungsansatz ab und wird allgemein als Index der differentiell-algebraischen Gleichung bezeichnet.
Durch die im Lösungsprozess hinzuzuziehenden Ableitungen von Komponenten des Gleichungssystems entsteht ein überbestimmtes System. Eine Folge davon ist, dass die Lösungen auch noch einer Anzahl expliziter oder impliziter algebraischer  Nebenbedingungen genügen müssen. Insbesondere gilt dies für Anfangswerte von Anfangswertproblemen. Die Suche nach konsistenten Anfangswerten, z. B. in der Nähe vorgegebener inkonsistenter Anfangswerte, ist ein nichttriviales erstes Problem bei der praktischen Lösung von differentiell-algebraischen Gleichungen.

## Typen differentiell-algebraischer Gleichungen

### Semi-explizite differentiell-algebraische Gleichung
Ein spezieller Fall für eine differentiell-algebraische Gleichung ist ein System in der Form
{\displaystyle {\dot {x}}_{1}=f_{1}(x_{1},x_{2},t)\quad ,\quad 0=f_{2}(x_{1},x_{2},t)}.
Durch Differenzieren der zweiten Differentialgleichung und Einsetzen der ersten erhält man als weitere Bedingung an eine Lösung
{\displaystyle 0=\partial _{1}f_{2}(x_{1},x_{2},t)f_{1}(x_{1},x_{2},t)+\partial _{2}f_{2}(x_{1},x_{2},t){\dot {x}}_{2}+\partial _{t}f_{2}(x_{1},x_{2},t)}.
Ist der Faktor vor {\displaystyle {\dot {x}}_{2}} von Null verschieden, so ergibt sich ein explizites System gewöhnlicher Differentialgleichungen. Anfangswerte für dieses System müssen aber auch die undifferenzierte zweite Gleichung erfüllen, so dass nur ein Parameter frei gewählt werden kann.

### Lineare differentiell-algebraische Gleichung
Sehr häufig treten differentiell-algebraische Gleichungen auf in der Form
{\displaystyle E{\dot {x}}+Cx=q\,,\qquad x(t)\in \mathbb {R} ^{m}\,,\quad t\in I\subset \mathbb {R} }
mit stetigen Matrix-Koeffizienten
{\displaystyle E(t)\in L(\mathbb {R} ^{m},\mathbb {R} ^{k})\,,\quad C(t)\in L(\mathbb {R} ^{m},\mathbb {R} ^{k})\,,\quad t\in I}
und einer Funktion
{\displaystyle q\colon I\to \mathbb {R} ^{k}}.
Eine echte differentiell-algebraische Gleichung liegt hier dann vor, wenn die Matrix-Funktion {\displaystyle E} auf {\displaystyle I} einen nichttrivialen Kern hat. Ein besonders einfacher Fall tritt ein, wenn die Matrizen quadratisch mit konstanten Einträgen sind.

### Lineare differentiell-algebraische Gleichung mit proper formuliertem Hauptterm
Eine andere Schreibweise für lineare differentiell-algebraische Gleichungen ist die Form
{\displaystyle A(Bx)'+Cx=q\,,\qquad x(t)\in \mathbb {R} ^{m}\,,\quad t\in I\subset \mathbb {R} }
mit (wenigstens) stetigen Matrix-Koeffizienten
{\displaystyle A(t)\in L(\mathbb {R} ^{n},\mathbb {R} ^{k})\,,\quad B(t)\in L(\mathbb {R} ^{m},\mathbb {R} ^{n})\,,\quad C(t)\in L(\mathbb {R} ^{m},\mathbb {R} ^{k})\,,\quad t\in I}
und einer Funktion
{\displaystyle q\colon I\to \mathbb {R} ^{k}}.
In dieser Schreibweise wird der Tatsache Rechnung getragen, dass bei einer differentiell-algebraischen Gleichung nur ein Teil des Variablenvektors {\displaystyle x} differenziert wird. Tatsächlich wird hier nur die Komponente {\displaystyle Bx} differenziert und nicht der gesamte Variablenvektor {\displaystyle x}. Als klassische Lösungen dieser Gleichung werden Funktionen aus dem Raum
{\displaystyle C_{B}^{1}(I,\mathbb {R} ^{m}):=\left\{x\in C(I,\mathbb {R} ^{m})\mid Bx\in C^{1}(I,\mathbb {R} ^{n})\right\}}
betrachtet, also dem Raum der stetigen Funktionen {\displaystyle x}, für die die Komponente {\displaystyle Bx} stetig differenzierbar ist.
Die beiden Matrix-Funktionen {\displaystyle A} und {\displaystyle B} bilden den Hauptterm der Gleichung und dieser heißt proper formuliert, wenn zwei Eigenschaften erfüllt sind:
1. Es gilt
{\displaystyle \ker A(t)\oplus \operatorname {im} B(t)=\mathbb {R} ^{n}\quad ,\quad t\in I}.
2. Es existiert eine stetig differenzierbare Projektor-Funktion
{\displaystyle R(t)\in L(\mathbb {R} ^{n},\mathbb {R} ^{n})\quad ,\quad R^{2}(t)=R(t)\quad ,\quad t\in I}

mit der Eigenschaft
{\displaystyle \ker R(t)=\ker A(t)\quad ,\quad \operatorname {im} R(t)=\operatorname {im} B(t)\quad ,\quad t\in I}.
Hier stellt die erste Bedingung sicher, dass zwischen den beiden Matrix-Funktionen {\displaystyle A} und {\displaystyle B} „nichts verloren geht“. Im Kern der Matrix {\displaystyle A} kann nichts aus dem Bild der Matrix {\displaystyle B} verschwinden. Die Projektor-Funktion {\displaystyle R} realisiert genau die durch die Matrix-Funktionen {\displaystyle A} und {\displaystyle B} gegebene Zerlegung des Raumes {\displaystyle \mathbb {R} ^{n}} und ist für die Analyse der Gleichung hilfreich.
Ein einfacher Spezialfall für einen proper formulierten Hauptterm ist gegeben durch Matrix-Funktionen {\displaystyle A} und {\displaystyle B} mit der Eigenschaft
{\displaystyle \ker A(t)=\{0\}\quad ,\quad \operatorname {im} B(t)=\mathbb {R} ^{n}\quad ,\quad t\in I}.
Für die Projektor-Funktion {\displaystyle R} kann dann die Einheitsmatrix gewählt werden.

## Indexbegriffe für DAEs

### Differentiationsindex
Oftmals kann die Lösung eines Algebro-Differentialgleichungssystems durch (spezielle) Lösungskurven eines gewöhnlichen Differentialgleichungssystems dargestellt werden, obwohl {\displaystyle f_{\dot {x}}} singulär ist. Eine Schlüsselrolle nimmt hierbei der Differentiationsindex des Algebro-Differentialgleichungssystems ein.
Numerische Verfahren zur Lösung von Algebro-Differentialgleichungssystemen können meist nur Systeme integrieren, deren Differentiationsindex einen gewissen Maximalwert nicht überschreitet. So darf der Differentiationsindex des Systems beim impliziten Euler-Verfahren zum Beispiel nicht größer als eins sein.
Der Differentiationsindex eines Algebro-Differentialgleichungssystems
{\displaystyle f({\dot {x}},x,t)=0}
ist die Anzahl {\displaystyle N\geq 0} der Zeitableitungen, die notwendig sind, um aus dem entstehenden Gleichungssystem
{\displaystyle {\begin{aligned}f({\dot {x}},x,t)&=0\\{\frac {d}{dt}}\left(f({\dot {x}},x,t)\right)&=0\\&\vdots \\{\frac {d^{N}}{dt^{N}}}\left(f({\dot {x}},x,t)\right)&=0\end{aligned}}}
durch algebraische Umformungen ein gewöhnliches Differentialgleichungssystem
{\displaystyle {\dot {x}}=g(x,t)}
extrahieren zu können.

#### Beispiele
Ein Algebro-Differentialgleichungssystem mit regulärer Matrix {\displaystyle f_{\dot {x}}}, das also algebraisch nach {\displaystyle {\dot {x}}} umgestellt werden kann, hat den Differentiationsindex null.
Eine rein algebraische Gleichung
{\displaystyle F(x,t)=0}
mit regulärer Jacobi-Matrix {\displaystyle F_{x}(x,t)}, die als Algebro-Differentialgleichung mit {\displaystyle f({\dot {x}},x,t)=F(x,t)} interpretiert wird, hat Differentiationsindex eins: Nach einmaligem Differenzieren erhält man die Gleichung
{\displaystyle 0={\frac {d}{dt}}f({\dot {x}},x,t)=F_{t}(x,t)+F_{x}(x,t){\dot {x}}},
die nach {\displaystyle {\dot {x}}} auflösbar ist:
{\displaystyle {\dot {x}}=-F_{x}(x,t)^{-1}F_{t}(x,t)}.
Diese Tatsache wird manchmal zur Konstruktion von Homotopieverfahren genutzt.
Die Euler-Lagrange-Gleichungen für das mathematische Pendel (mit auf eins normierter Erdbeschleunigung und Pendellänge) lauten
{\displaystyle {\begin{aligned}{\ddot {x}}_{1}&=2x_{1}\lambda \\{\ddot {x}}_{2}&=2x_{2}\lambda -1\\0&=x_{1}^{2}+x_{2}^{2}-1\end{aligned}}}
Dieses Algebro-Differentialgleichungssystem hat den Differentiationsindex drei: Zweifache Zeitableitung der Zwangsbedingung (dritte Gleichung) nach der Zeit liefert
{\displaystyle 2\left(x_{1}{\ddot {x}}_{1}+{\dot {x}}_{1}^{2}+x_{2}{\ddot {x}}_{2}+{\dot {x}}_{2}^{2}\right)=0}.
Mit Hilfe der zwei Differentialgleichungen in den Euler-Lagrange-Gleichungen lassen sich die zweiten zeitlichen Ableitungen {\displaystyle {\ddot {x}}_{1}} und {\displaystyle {\ddot {x}}_{2}} ersetzen, was
{\displaystyle 2\left(2x_{1}^{2}\lambda +{\dot {x}}_{1}^{2}+2x_{2}^{2}\lambda -x_{2}+{\dot {x}}_{2}^{2}\right)=0}
liefert. Mit {\displaystyle x_{1}^{2}+x_{2}^{2}=1} erhält man daraus die Gleichung
{\displaystyle \lambda =-{\frac {1}{2}}\left({\dot {x}}_{1}^{2}+{\dot {x}}_{2}^{2}\right)+{\frac {1}{2}}x_{2}}.
Durch Zeitableitung dieser Gleichung (das ist die dritte Zeitableitung) kommt man dann auf die fehlende Differentialgleichung für {\displaystyle \lambda }
{\displaystyle {\begin{aligned}{\dot {\lambda }}&=-{\dot {x}}_{1}{\ddot {x}}_{1}-{\dot {x}}_{2}{\ddot {x}}_{2}+{\frac {1}{2}}{\dot {x}}_{2}\\&=-2\lambda ({\dot {x}}_{1}x_{1}+{\dot {x}}_{2}x_{2})+{\frac {3}{2}}{\dot {x}}_{2}\\&={\frac {3}{2}}{\dot {x}}_{2}\end{aligned}},}
wobei wieder die Differentialgleichungen aus den Euler-Lagrange-Gleichungen genutzt wurden, um {\displaystyle {\ddot {x}}_{1}} und {\displaystyle {\ddot {x}}_{2}} zu ersetzen, und außerdem berücksichtigt wurde, dass {\displaystyle 2({\dot {x}}_{1}x_{1}+{\dot {x}}_{2}x_{2})={\frac {d}{dt}}\left(x_{1}^{2}+x_{2}^{2}\right)={\frac {d}{dt}}(1)=0} gilt.

### Geometrischer Index
Ein mathematisch klar gefasster und geometrisch gut interpretierbarer Begriff ist der geometrische Index eines Algebro-Differentialgleichungssystems. Die Grundidee ist, dass man nach dem im Folgenden dargestellten iterativen Verfahren die maximale Zwangsmannigfaltigkeit ermittelt, auf der die Algebro-Differentialgleichung ein Vektorfeld (als Vektorfeld auf einer Mannigfaltigkeit) beschreibt. Der geometrische Index des Algebro-Differentialgleichungssystems ist dann die minimale Anzahl an Iterationsschritten, die bei diesem Verfahren benötigt wird.
Der geometrische Index ist gleich dem Differentiationsindex.
Gegeben sei eine autonome Algebro-Differentialgleichung
{\displaystyle f({\dot {x}}(t),x(t))=0}
mit hinreichend oft differenzierbarer Funktion {\displaystyle f\colon \mathbb {R} ^{n}\times \mathbb {R} ^{n}\to \mathbb {R} ^{n}}.
Im Rahmen des Algorithmus wird der {\displaystyle \mathbb {R} ^{n}} als Mannigfaltigkeit {\displaystyle M_{0}:=\mathbb {R} ^{n}} mit dem Tangentialbündel {\displaystyle TM_{0}=\mathbb {R} ^{n}\times \mathbb {R} ^{n}} interpretiert. Die Paare {\displaystyle (x,y)\in TM_{0}} werden auch als Tangentialvektoren des {\displaystyle \mathbb {R} ^{n}} bezeichnet.
Durch die Funktion {\displaystyle f} ist die Menge
{\displaystyle N:=\left\{(x,v)\in \mathbb {R} ^{n}\times \mathbb {R} ^{n}\mid f(v,x)=0\right\}}
festgelegt, die jedem Punkt {\displaystyle x\in \mathbb {R} ^{n}} alle für Lösungen des Algebro-DGL-Systems zulässigen Geschwindigkeitsvektoren {\displaystyle v} in diesem Punkt zuordnet.
Es ist möglich, dass für einen Punkt {\displaystyle x\in \mathbb {R} ^{n}} überhaupt kein Paar {\displaystyle (x,v)}, genau ein solches Paar oder mehrere solcher Paare in {\displaystyle N} existieren.
Die Punkte, durch die eventuell Lösungen gehen können, erfasst man in der Menge
{\displaystyle \left.M_{1}:=\operatorname {pr} _{1}N,\right.}
(mit der Projektion {\displaystyle \operatorname {pr} _{1}} auf die erste Komponente, also {\displaystyle \operatorname {pr} _{1}N=\{x\mid (x,y)\in N\}}). An dieser Stelle soll davon ausgegangen werden, dass {\displaystyle M_{1}} eine differenzierbare Untermannigfaltigkeit des {\displaystyle \mathbb {R} ^{n}} darstellt.
Jeder Tangentialvektor {\displaystyle (x(t),{\dot {x}}(t))} an eine Lösung {\displaystyle x\colon I\to \mathbb {R} ^{n}} der Algebro-Differentialgleichung muss auch im Tangentialbündel
{\displaystyle TM_{1}:=\left\{({\bar {x}}(0),{\dot {\bar {x}}}(0))\in \mathbb {R} ^{n}\times \mathbb {R} ^{n}\mid {\bar {x}}\in C^{1}((-\epsilon ,\epsilon ),M_{1}){\text{ mit einem }}\epsilon >0\right\}}
von {\displaystyle M_{1}} liegen (dabei bedeutet {\displaystyle {\bar {x}}\in C^{1}((-\epsilon ,\epsilon ),M_{1})}, dass {\displaystyle {\bar {x}}} eine auf einem Intervall {\displaystyle (-\epsilon ,\epsilon )} definierte, einmal stetig differenzierbare Kurve ist, die vollständig in {\displaystyle M_{1}} liegt).
Die Tangentialvektoren an Lösungen der Algebro-Differentialgleichung müssen auch in der Menge {\displaystyle N\cap TM_{1}} und damit die Lösungen selber in der Menge {\displaystyle M_{2}:=\mathrm {pr} _{1}(N\cap TM_{1})} liegen.
Diesen Prozess kann man (unter bestimmten Bedingungen) fortsetzen und aus der Zwangsmannigfaltigkeit {\displaystyle M_{k}}
die Zwangsmannigfaltigkeit
{\displaystyle M_{k+1}:=\mathrm {pr} _{1}(N\cap TM_{k})}
bilden. Es ist möglich, dass ab einem {\displaystyle k\in \{0,1,\dotsc \}} jedem Punkt {\displaystyle x\in M_{k+1}} in {\displaystyle N\cap TM_{k}} genau ein Tangentialvektor {\displaystyle (x,v)} zugeordnet ist. Dann beschreibt {\displaystyle N\cap TM_{k}} ein Vektorfeld auf der Mannigfaltigkeit {\displaystyle M_{k+1}}.
Der geometrische Index der Algebro-Differentialgleichung ist gerade die minimale Zahl {\displaystyle k\in \{0,1,\dotsc \}} für die {\displaystyle N\cap TM_{k}} ein Vektorfeld auf der Mannigfaltigkeit {\displaystyle M_{k+1}} beschreibt.

#### Beispiel
Die durch die Gleichung
{\displaystyle f({\dot {x}},x):={\begin{pmatrix}x_{3}\\{\dot {x}}_{1}-\cos(x_{2})\\{\dot {x}}_{3}-\sin(x_{2})\end{pmatrix}}}
definierte Funktion und die zugehörige Algebro-Differentialgleichung dienen im folgenden Text als mitlaufendes Beispiel.
Im Beispiel gibt es für alle Punkte {\displaystyle x\in \mathbb {R} ^{3}}, die nicht in der durch {\displaystyle x_{3}=0} definierten Ebene liegen, keine Paare {\displaystyle (x,v)\in N}. Also verlaufen in diesem Beispiel außerhalb dieser Ebene keine Lösungen der Algebro-Differentialgleichung.
Es ergibt sich {\displaystyle M_{1}=\{x\in \mathbb {R} ^{3}\mid x_{3}=0\}} und {\displaystyle TM_{1}=\{(x,v)\in \mathbb {R} ^{3}\times \mathbb {R} ^{3}\mid x_{3}=v_{3}=0\}} und damit
{\displaystyle N\cap TM_{1}=\left\{(x,v)\in \mathbb {R} ^{3}\times \mathbb {R} ^{3}\mid x_{3}=0,\,v_{1}=\cos(x_{2}),\,v_{3}=\sin(x_{2}),\,v_{3}=0\right\}.}
Wie man sieht, liegt der durch {\displaystyle N} vorgegebene Tangentialvektor {\displaystyle (x,v)} (des {\displaystyle \mathbb {R} ^{3}}) für Werte {\displaystyle x_{2}\neq k\pi } mit {\displaystyle k\in \mathbb {Z} } wegen {\displaystyle v_{3}=\sin(x_{2})\neq 0} nicht im Tangentialraum {\displaystyle TM_{1}}, kann also nicht zu einer Lösung des Algebro-Differentialgleichungssystems korrespondieren. Damit ergibt sich
{\displaystyle M_{2}=\operatorname {pr} _{1}(N\cap TM_{1})=\left\{x\in \mathbb {R} ^{3}\mid k\in \mathbb {Z} ,\,x_{2}=k\pi ,x_{3}=0\right\}}
Wir erhalten
{\displaystyle TM_{2}=\{(x,v)\in \mathbb {R} ^{n}\times \mathbb {R} ^{n}\mid k\in \mathbb {Z} ,\,x_{2}=k\pi ,\,x_{3}=0,\,v_{2}=v_{3}=0\}}
und die Menge
{\displaystyle N\cap TM_{2}=\{(x,v)\in \mathbb {R} ^{n}\times \mathbb {R} ^{n}\mid k\in \mathbb {Z} ,\,x_{2}=k\pi ,\,x_{3}=0,\,v_{2}=v_{3}=0,\,v_{1}=(-1)^{k}\}}
ordnet jedem Punkt {\displaystyle x} aus der Menge {\displaystyle M_{3}=\operatorname {pr} _{1}(N\cap TM_{2})} (die hier gerade gleich {\displaystyle M_{2}} ist) genau einen Tangentialvektor zu. Bei der Menge {\displaystyle N\cap TM_{1}} ist das noch nicht der Fall, da bei Tangentialvektoren aus dieser Menge die Komponente {\displaystyle v_{2}} noch nicht eingeschränkt ist.
Der geometrische Index des Algebro-Differentialgleichungssystems in diesem Beispiel ist also gleich zwei.
Ist {\displaystyle M_{1}} eine Mannigfaltigkeit, so kann diese mit Hilfe einer Funktion {\displaystyle g_{1}\colon \mathbb {R} ^{n}\to \mathbb {R} ^{m_{1}}}
in der Form
{\displaystyle M_{1}=\{x\in \mathbb {R} ^{n}\mid g_{1}(x)=0\}}
dargestellt werden. Die einschränkenden Gleichungen {\displaystyle g_{1}(x)=0} in dieser Darstellung werden als Zwangsbedingungen der Algebro-Differentialgleichung bezeichnet.
Im Beispiel: {\displaystyle g_{1}(x)=x_{3}}.
Darüber hinaus kann für {\displaystyle k=2,3,\dotsc } die Mannigfaltigkeit {\displaystyle M_{k}} mit Hilfe einer Funktion {\displaystyle g_{k}\colon \mathbb {R} ^{n}\to \mathbb {R} ^{m_{k}}} aus der Mannigfaltigkeit {\displaystyle M_{k-1}} ausgesondert werden:
{\displaystyle M_{k}=\{x\in M_{k-1}\mid g_{k}(x)=0\}}.
Die Gleichungen {\displaystyle g_{k}(x)=0} mit {\displaystyle k=2,3,\dotsc } werden auch als verdeckte Zwangsbedingungen der Algebro-Differentialgleichung bezeichnet (engl.: hidden constraints).
Im Beispiel: {\displaystyle g_{2}(x)=\sin(x_{2})}.

#### Bemerkungen
- Dass in diesem Abschnitt nur autonome Algebro-Differentialgleichungen betrachtet werden, erleichtert die geometrische Interpretation und ist nicht wirklich eine Einschränkung, da jede zeitabhängige Algebro-Differentialgleichung {\displaystyle f({\dot {x}},x,t)=0} durch Einführen einer zusätzlichen Variable {\displaystyle x_{n+1}:=t} und einer zusätzlichen Differentialgleichung {\displaystyle {\dot {x}}_{n+1}=1} in eine autonome Algebro-Differentialgleichung umgeschrieben werden kann.
- In diesem Abschnitt wurde vorausgesetzt, dass {\displaystyle M_{k+1}:=\operatorname {pr} _{1}(N\cap TM_{k})} eine Untermannigfaltigkeit des {\displaystyle \mathbb {R} ^{n}} ist. Falls dies nicht der Fall ist, ist für die betreffende Algebro-Differentialgleichung der geometrische Index nicht erklärt.
- Es existieren auch Algebro-Differentialgleichungen, bei denen der geometrische Index unendlich ist.

## Konsistente Anfangswerte
Gegeben sei wieder eine Algebro-Differentialgleichung
{\displaystyle f({\dot {x}},x,t)=0}
mit {\displaystyle f\colon \mathbb {R} ^{n}\times \mathbb {R} ^{n}\times \mathbb {R} \to \mathbb {R} ^{n}} hinreichend oft differenzierbar.
Ein Punkt {\displaystyle x_{0}\in \mathbb {R} ^{n}} heißt konsistenter Anfangswert zur Zeit {\displaystyle t_{0}\in \mathbb {R} },
falls es eine in einem offenen Intervall {\displaystyle I\subset \mathbb {R} } mit {\displaystyle t_{0}\in I} definierte Lösung {\displaystyle x} der Algebro-Differentialgleichung gibt, für die {\displaystyle x(t_{0})=x_{0}} gilt.
Bei der Berechnung ist zu beachten, dass von konsistenten Anfangswerten außer den Zwangsbedingungen auch die verdeckten Zwangsbedingungen zu erfüllen sind (siehe Abschnitt Geometrischer Index).